# GE U50C形ディーゼル機関車
GE U50Cは、1969年11月から1971年11月の間にゼネラル・エレクトリック(GE)が製造した6動軸の電気式ディーゼル機関車である。ディーゼルエンジンと発電機のセットを2組搭載し、出力は5,000馬力(3,700kW)に達した。U50の改良型といえるもので、エンジンは12気筒のものに、車軸配置は3軸台車を前後に配置したC-Cに変更された。

## 解説
U50Cはユニオン・パシフィック鉄道(UP)により40両が発注され、同年6月に製造されたGM-EMDのDDA40X「センティニアル」に準じた仕様とされた。DDA40Xの足回りは粘着牽引力が大きな8動軸であったが、本形式は高速時の牽引力が大きく高速貨物列車の牽引に適する6動軸を採用している。
そのため、U50では2軸台車を4組装備していたものが、本形式では3軸台車を2組装備している。その台車は、U50と同じく用途廃止となったガスタービン機関車の第三世代の車両(UP #1〜#30)から流用された。
設計にあたっては、動輪数の減少に向けて全体的な軽量化を図っている。U50のエンジンは16気筒であったが、本形式では12気筒で同じ出力を実現している。これによりエンジンの重量を削減、また小型化により車体長の短縮にも貢献している。機器配置はU50と逆にし、ラジエターセクションを車体中央に集め、両端にエンジンを配置している。そのラジエターも、全長の短縮のためにU33B等と同じ幅広のものを採用している。これらの努力により、全長は79フィート(24.079m)に収まり、U50に比べて4フィート61/2インチ(1.384m)短くなっている。
極端な軽量化を行ったU50Cの設計は成功したとは言い難く、多くの問題を引き起こした。とりわけ電線における問題が顕著で、通常使用する銅の代わりにアルミニウムを使用した電線は熱を持ちやすい傾向があった。ほかにもU50Cは電装系でトラブルを多く抱え、UPは試験的に1両の電線を銅製に置き換え、ほかは下請けに出すことも考えたが、電装以外の問題も深刻であった。
台車は鋳鋼製フレームに亀裂が入り、エンジンは油圧の低下が頻発した。冷却水は漏れ、ダイナミックブレーキの抵抗は焼損する傾向にあった。
新製から10年もたっていない1976年、UPはU50Cの使用を中止する。使用できる状態に整備されてはいたが、二度と営業線に復帰させることはなかった。1978年、5両が定置形発電機の代用として炭坑でのストライキ時に貸し出された。のちにすべての車両が廃車・解体された。